# Манара, Мило
Маурилио Манара (англ. Maurilio Manara, род. 12 сентября 1945, Лузон, Больцано, Италия, наиболее известен под псевдонимом Мило Манара) — итальянский художник и автор комиксов.

## Карьера
После изучения архитектуры и живописи Манара дебютировал в качестве автора «Genius» — серии «чёрных комиксов» издателем которой выступила компания Furio Vanio, а сам комикс создавался на волне популярности итальянских серий Kriminal и Satanik. В 1970 году он устроился иллюстратором в журнал «Terror», а с 1971 года стал рисовать эротическую серию комиксов «Jolanda de Almaviva», автором которой выступил писатель Франсиско Рубино, а сама серия выпускалась в небольшом формате издательством Erregi. Вскоре Манара вошёл в штат молодежного журнала «Il Corriere dei Ragazzi», где работал вместе с Рубино, Карло Барбьери, Мино Милани и Сильверио Пису. В сотрудничестве с Пису он начал публикацию комиксов «Telerompo», «Strategia della Tensione» и Alessio, «Il Borghese Rivoluzionario» (1974 год) и серии Alessio, кроме того Манара иллюстрировал серию комиксов «La parola alla giuria» (1975 год) писателя Мино Милани. Впоследствии Манара и Пису продолжили публикацию «Lo Scimmiotto» (историю китайского короля обезьян), также он поработал над комиксом о снежном человеке «L’Uomo delle Nevi» вместе с писателем Альфредо Кастелли (1978 год).

Иллюстрация к одному из самых известных комиксов Манары «Клик»

В этот период Манара начал публиковаться в нескольких франко-бельгийских журналах, включая «Charlie Mensuel», «Pilote» и «L'Écho des savanes». Для журнала «À Suivre» Манара создал первые истории с участием персонажей HP и Джузеппе Бергмана (HP and Giuseppe Bergman), которые в итоге переросли в отдельную серию комиксов. Персонаж «HP» был основан на друге Манары, итальянском художнике комиксов Уго Пратте — соавторе одной из самых известных работ Манары «Tutto ricominciò con un’etate indiana» (1983, «Indian Summer»), а также «El Gaucho» (1991). Кроме того, Манара создал две истории, главным героем которых был знаменитый режиссёр Федерико Феллини. Помимо художественных навыков, Манара получил высокую оценку как писатель за вестерн «L’uomo di carta» (1982, «The Paper Man»).
Манара известен как создатель комиксов, сюжеты которых посвящены красивым женщинам, оказавшимся в неожиданных и фантастических ситуациях. Например, в его комиксе «Il Gioco» (1983, также известном как «Click» или «Le Déclic»), на девушек воздействует устройство, которое делает их беспомощными к сексуальным фантазиям его владельца; в комиксе «Il Profumo dell’invisibile» (1986, «Butterscotch») фигурирует сладко пахнущая краска, которая делает человека невидимым, а сюжет «Candid camera» (1988, «Hidden Camera») заострён вокруг скрытой камеры. В последующие годы, сочетая сиквелы, оригинальные работы и сотрудничество с известными писателями, Манара сделал упор на публикацию эротических новелл, где исследовал различные темы в художественной и повествовательной манере.
Манара стал известен за пределами Италии после того, как серия комиксов «The Ape» стала выходить на постоянной основе в американском журнале «Heavy Metal» (начало 1980-х), кроме того он сотрудничал с Нилом Гейманом и другими западными художниками.

### Поздние работы
В рамках совместного проекта с фирмой Quarantasei (июль 2006 года) Манара разработал дизайн шлема для мотогонщика Валентино Росси, специально изготовленный для итальянского этапа серии MotoGP в Муджелло. Росси так прокомментировал результат: 
Он нарисовал некую мифическую историю моей жизни в мультяшном стиле, задействуя некоторых из моих кумиров: Стива Маккуина, Энцо Феррари, Джима Моррисона, а также других персонажей, таких как моя собака Гвидо, курица Освальдо и много красивых женщин! Мне очень нравится Мило… это человек, которым я восхищаюсь на протяжении многих лет.
В 2003 году работа Манары появилась на обложке второго студийного альбома шотландской рок-группы Biffy Clyro «The Vertigo of Bliss». Также он создал обложки для синглов с этого альбома.
В октябре 2006 года Манара разработал дизайн персонажей для мультсериала «Городские охотники». Сериал из десяти 11-минутных эпизодов сочетает традиционные методы мультипликации с современным CGI. Мультсериал транслировался на территории Латинской Америки (телеканалом FOX) в течение 2006 и 2007 годов.
Манара выступил иллюстратором проекта по серии комиксов «Люди Икс», написанный Крисом Клермонтом для Marvel Comics. Релиз комикса «X-Men: Ragazze in fuga» состоялся в апреле 2009 года в Италии, позже он был переиздан Marvel Comics на английском языке под названием «X-Women».
Начиная с 2013 года Манара сотрудничает с компанией Marvel в качестве художника обложек для различных комиксов издательства.

## Награды
- 1978: The Yellow Kid и Gran Guinigi — для итальянского художника[8]
- 1998: Премия Харви: Введён в Зал славы Джека Кирби[9]
- 2004: Премия Айснера, группе художников в номинации «Лучшая аналогия» за комикс The Sandman: Endless Nights[10]

## Список произведений
| Оригинальное название                           | Английское название                                   | Год  | Примечания                                                                                 |
| ----------------------------------------------- | ----------------------------------------------------- | ---- | ------------------------------------------------------------------------------------------ |
| Jolanda de Almaviva — La Figlia del Mare        |                                                       | 1971 | Автор текста — Францеско Рубино                                                            |
| La parola alla giuria                           |                                                       | 1975 | Автор текста — Мино Милани                                                                 |
| Alessio, Il Borghese Rivoluzionario             | Alessio                                               | 1975 | Автор текста — Сильверио Пису                                                              |
| Lo scimmiotto                                   | The Ape                                               | 1976 | Автор текста — Сильверио Пису                                                              |
| Un uomo un’avventura: L’uomo delle nevi         | The Snowman                                           | 1978 | Автор текста — Альфредо Кастелли                                                           |
| HP e Giuseppe Bergman                           | HP and Giuseppe Bergman                               | 1978 |                                                                                            |
| Le avventure asiatiche di Giuseppe Bergman      | The Indian Adventures of Giuseppe Bergman             | 1980 |                                                                                            |
| L’uomo di carta, o Quattro dita                 | The Paper Man                                         | 1982 |                                                                                            |
| Tutto ricominciò con un’estate Indiana          | Indian Summer                                         | 1983 | В сотрудничестве с Уго Праттом                                                             |
| Il gioco                                        | Click                                                 | 1983 |                                                                                            |
| Il profumo dell’invisibile                      | Butterscotch                                          | 1986 |                                                                                            |
| Candid camera                                   | Hidden Camera                                         | 1988 |                                                                                            |
| L’apparenza inganna                             |                                                       | 1988 |                                                                                            |
| Viaggio a Tulum                                 | Trip to Tulum                                         | 1989 | В сотрудничестве с Федерико Феллини                                                        |
| L’arte della sculacciata                        | The Art of Spanking                                   | 1989 | Автор текста — Жан-Пьер Энард                                                              |
| Le avventure africane di Giuseppe Bergman       | An Author in Search of Six Characters and Dies Irae 0 | 1990 | Серия комиксов публиковалась в журнале Heavy Metal Magazine — в период с 1984 по 1985 годы |
| Breakthrough                                    |                                                       | 1990 | Автор текста — Нил Нейман                                                                  |
| Il gioco 2                                      | Click 2                                               | 1991 |                                                                                            |
| El Gaucho                                       | El Gaucho                                             | 1991 | В сотрудничестве с Уго Праттом                                                             |
| Il sogno di Oengus                              |                                                       | 1991 | Автор текста — Джордано Берти                                                              |
| Il viaggio di G. Mastorna detto Fernet          | The Voyage of G. Mastorna                             | 1992 | В сотрудничестве Федерико Феллини                                                          |
| La feu aux entrailles                           |                                                       | 1993 | В сотрудничестве с Педро Альмодоваром                                                      |
| Il gioco vol.3                                  | Click 3                                               | 1994 |                                                                                            |
| Seduzioni                                       |                                                       | 1994 |                                                                                            |
| Storie brevi                                    | Shorts                                                | 1995 |                                                                                            |
| I viaggi di Gulliver, o Gulliveriana            | Gulliveriana                                          | 1995 | Базируется на тексте романа Джонатана Свифта                                               |
| Kamasutra                                       | Manara’s Kama Sutra                                   | 1997 | Базируется на произведении Ватсьяяны                                                       |
| Ballata in si bemolle                           | Fatal Rendezvous                                      | 1997 |                                                                                            |
| L’asino d’oro                                   | The Golden Ass                                        | 1999 | Базируется на произведении Апулея                                                          |
| Le avventure metropolitane di Giuseppe Bergman0 | The Urban Adventures of Giuseppe Bergman 0            | 1999 |                                                                                            |
| Bolero                                          |                                                       | 1999 |                                                                                            |
| Tre ragazze nella rete                          | www.                                                  | 2000 |                                                                                            |
| Rivoluzione                                     | Revolution                                            | 2000 |                                                                                            |
| Il gioco vol.4                                  | Click 4                                               | 2001 |                                                                                            |
| Il profumo dell’invisibile 2                    | Butterscotch 2                                        | 2001 |                                                                                            |
| Le donne di Manara                              | Women of Manara                                       | 2001 |                                                                                            |
| Memory                                          |                                                       | 2001 |                                                                                            |
| Fuga da Piranesi                                | Piranese: The Prison Planet                           | 2002 |                                                                                            |
| Il pittore e la modella                         | The Model                                             | 2002 |                                                                                            |
| Pin-up art                                      |                                                       | 2002 |                                                                                            |
| Aphrodite                                       | Aphrodite, Book 1                                     | 2003 | Автор текста — Пьер Луис                                                                   |
| Donne e motori                                  |                                                       | 2003 |                                                                                            |
| Fellini                                         |                                                       | 2003 |                                                                                            |
| L’odissea di Bergman                            | The Odyssey of Giuseppe Bergman                       | 2004 |                                                                                            |
| I Borgia — La conquista del papato              | Borgia 1: Blood for the Pope                          | 2004 | В сотрудничестве с Алехандро Ходоровски                                                    |
| The Sandman: Endless Nights                     |                                                       | 2004 | Автор текста — Нил Гейман; Манара проиллюстрировал главу «What I’ve Tasted of Desire»      |
| I Borgia vol.2 — Il potere e l’incesto          | Borgia 2: Power and Incest                            | 2006 | В сотрудничестве с Алехандро Ходоровски                                                    |
| Quarantasei                                     |                                                       | 2006 | В сотрудничестве с Валентино Росси                                                         |
| I Borgia vol. 3                                 | Borgia 3: Flames from Hell                            | 2008 | В сотрудничестве с Алехандро Ходоровски                                                    |
| X-Men: Ragazze in fuga                          | X-Women                                               | 2009 | Автор текста — Крис Клэрмонт                                                               |
| Gli Occhi di Pandora                            | Pandora’s Eyes                                        | 2009 | Автор текста — Винченцо Черами                                                             |

## Экранизации
- Мультсериалы
  - Click (1997)
  - Городские охотники[англ.] (2006, анимационный телесериал, созданный Гастоном Горали и Альберто Стагнаро)
- Фильмы
  - Le Déclic (1985)
  - Le Parfum de l’invisible; английское название — The Erotic Misadventures of the Invisible Man (1997 IMDb)
  - La Légende de Parva (2003)

## Издания на русском языке
Издательство «Фабрика комиксов» выпустила на русском языке следующие работы Манары: «Клик», «Гулливериана», «Индейское лето» и «Фимиам невидимости».